# Plebicula parvaplumbea
Plebicula parvaplumbea är en fjärilsart som beskrevs av Ruggero Verity 1934. Plebicula parvaplumbea ingår i släktet Plebicula och familjen juvelvingar. Inga underarter finns listade i Catalogue of Life.